# CFosSpeed
A cFos/cFosSpeed egy csomagoptimalizáló segédprogram (driver) Windows operációs rendszerekre, amely folyamatosan figyeli a befelé és kifelé történő adatáramlást (le- és feltöltés), és optimalizálja azok sebességét. A program automatikusan kapcsolódik a Windowshoz, ahol elvégzi a le- és feltöltött csomagok elemzését, illetve optimalizálását.

## Működése
Ez a segédprogram a le- vagy feltölteni kívánt fájlcsomagokat különböző prioritású osztályokra bontja. Ez a felosztás egy sor szabályon keresztül történik, amit maga a felhasználó ad meg. Ez történhet programnév szerint, Layer 7 protokoll szerint, port számok alapján (TCP vagy UDP), vagy akár más kritériumok alapján. Ezek alapján a kimenő adatforgalom nem "fejetlenül" történik, hanem először meghatároz a program egy sorrendet, majd a sorrend alapján kezdi meg a feltöltéseket. 

Ily módon a sürgős vagy fontosabb adatok előnyt élveznek a kevésbé fontos adatokkal szemben. Így akkor is, ha nagyobb adathalmaz kerül forgalomba azonos időben, a dinamikus átvitelkezelő mechanizmus (traffic shaping) stabil interaktív kapcsolatot biztosít olyan programoknak, mint pl: SSH protokoll, VNC protokoll, VoIP hívások, online játékok, vagy más idő-kritikus programok számára. Mi több, a gyors TCP ACK csomagok feltöltése által gyorsítja a letöltéseket.Ez azért van, mert a küldő félnek szüksége van egy visszajelzésre hogy a fogadó félhez eljutottak a korábbi adatok (ACK csomagoknak - ACKnowledgement - nevezzük ezeket a visszajelzéseket), hogy elindíthassa a következő adathalmazt. Ha az ACK csomagok küldése folyamatos, akkor a letöltés is gyorsabb lesz (TCP folyamat vezérlés). 

A cFosSpeed csökkenti az adattorlódásokat oly módon, hogy optimalizálja a TCP méreteit, így visszatartja a feltöltőt a túl sok adat egyszeri küldésétől, amit a másik fél már nem tudna fogadni. 

Ezen kívül a cFosSpeed tartalmaz még saját tűzfalat, idő- és mennyiségi korlátokat lehet állítani benne, személyre szabható felhasználói felülete van, és rendelkezik még nyelvi csomaggal is, amely különböző felhasználók számára könnyíti meg a megfelelő beállítások kiválasztását.

## Hasonló programok
- NetLimiter
- TrafficShaperXP

## Külső hivatkozások
- Hivatalos weboldal Archiválva 2010. október 20-i dátummal a Wayback Machine-ben